# Margherita Fumero
Margherita Fumero (Racconigi, 16 ottobre 1947) è un'attrice e comica italiana.

## Biografia
Scoperta da Erminio Macario, ha interpretato assieme a lui la commedia Due sul pianerottolo, dapprima sulla scena e poi in un film per la regia di Mario Amendola nel 1976, poi alcune pellicole di Bruno Corbucci accanto a Tomas Milian e Bud Spencer. In televisione partecipa per molti anni al varietà di successo Drive In, dove realizza molte gag insieme al comico Enrico Beruschi, nel ruolo della moglie gelosa e petulante, e le riviste Macario uno e due e Macario più.
È nel cast della serie televisiva Classe di ferro (diretta da Bruno Corbucci), partecipa al Festival di Sanscemo (demenziale parodia di quello di Sanremo), vince Simpaticissima nel 1996, interviene in La sai l'ultima? Vip e infine approda nel 2003 alla sitcom Camera Café nel ruolo di Wanda. Nel 2005 recita per la regia di Franco Diaferia nel film Sono tornato al Nord. Nel 2011 torna in televisione come protagonista della sitcom Io e Margherita trasmessa dalla tv lombarda Studio1. Nel 2014 è di nuovo in televisione, su Alice, in cui interpreta la governante del Castello di Pralormo nel programma di ricette Cucina e Nobiltà.

## Filmografia

### Cinema
- Perché si uccidono (La merde), regia di Mauro Macario (1975)
- Due sul pianerottolo, regia di Mario Amendola (1976)
- Squadra antimafia, regia di Bruno Corbucci (1978)
- Squadra antigangsters, regia di Bruno Corbucci (1979)
- Cane e gatto, regia di Bruno Corbucci (1983)
- Il diavolo e l'acquasanta, regia di Bruno Corbucci (1983)
- Tempo perso, regia di Fulvio Paganin (2001)
- Sono tornato al Nord, regia di Franco Diaferia (2006)
- Brokers - Eroi per gioco, regia di Emiliano Cribari (2008)
- Senza fine, regia di Roberto Cuzzillo (2009)
- Blind Fate, regia di Mathieu Gasquet e Simona Rapello (2015)
- Lui è mio padre, regia di Roberto Gasparro (2020)
- 70072 la bambina che non sapeva odiare, regia di Elso Merlo (2020)

### Televisione
- Le volpi della notte, regia di Bruno Corbucci – film TV (1986)
- Classe di ferro – serie TV, 6 episodi (1989-1991)
- I Tre Moschettieri, regia di Beppe Recchia – film TV (1991)
- Casa Vianello – serie TV, episodio 13x06 (2003)
- Camera Café – serie TV (2003-2017)
- Io e Margherita – serie TV (2010-2011)
- Bar dolce Bar – serie TV (2012)

### Cortometraggi
- Buongiorno!, regia di Roberto Gagnor (2008)
- L'ora di lezione, regia di Luca Brunetti (2017)
- Il dottore dei pesci, regia di Susanna della Sala (2018)
- Different Century, Same Shit, regia di Alessia Alciati (2020)

## Televisione
- Tutto compreso (Rete 2, 1981)
- Drive In (Italia 1, 1983)
- Sabato al circo (Canale 5, 1989-1991)

## Libri
- 4 chiacchiere con Margherita, a cura di Matteo Miramari, Torino, Seneca Edizioni, 2012. ISBN 8861223966, ISBN 978-8861223967
- Quattro chiacchiere con Margherita II ed., a cura di Matteo Miramari, Torino, Sillabe di Sale Editore, 2015. ISBN 8898303556, ISBN 978-8898303557